# 小渡口镇
小渡口镇，是中华人民共和国湖南省常德市澧县下辖的一个乡镇级行政单位。

## 行政区划
小渡口镇下辖以下地区：
小渡口社区、仁和垸村、王家村、丁堤村、南盘村、东堤村、东风村、黄丝村、大围村、东港村、抬兴村、许家铺村、杨家村、左家村、五公村、董家村、江湾村、曾家湾村、太平垸村、中垸村、沙河村、建新村、恒兴村和毛家岔村。